# Пигалевский сельсовет
Пигалевский сельсовет — упразднённая административно-территориальная единица в Любимском районе Ярославской области России. Существовал в 1924—1993 годах.

## Состав сельсовета
Административно-территориальная принадлежность сельского Совета не менялась, в подчинении других районов не передавался.
В соответствии с Указом Президиума Верховного Совета РСФСР от июня 1954 года Пигалевский сельсовет объединился со Слободским сельсоветом в один Пигалевский.

## История
Пигалевский сельский Совет действует с 1924 года. Во исполнение Указа Президента Российской Федерации от 09.10.1993 «О реформе представительных органов власти и органов местного самоуправления в Российской Федерации» и на основании постановления главы администрации Любимского района от 20.10.1993 № 174 « О реформе представительных органов власти и органов местного самоуправления в Любимском районе Ярославской области» прекращена деятельность Пигалевского сельского Совета народных депутатов.
Администрация Пигалевского сельсовета образована на основании постановления главы администрации Любимского района от 24.12.1991 г. № 14 «О некоторых вопросах деятельности администрации Любимского района». Во всех вопросах деятельности администрация Пигалевского сельсовета подчинялась администрации Любимского района.
В связи с принятием Закона по Ярославской области от 21.11.1995 г. «O муниципальных образованиях Ярославской области» был установлен Любимский муниципальный округ в административных границах Любимского района. С этого времени администрация Пигалевского сельсовета стала подчиняться администрации Любимского муниципального округа.
На основании постановления главы муниципального округа от 15.05.1996 г. № 124 «О создании структурных подразделений» администрация Пигалевского сельсовета прекратила свою деятельность и образован Пигалевский сельсовет.

## Название
- 01.01.1924 — 31.12.1936 — Пигалевский сельский Совет крестьянских депутатов и его исполнительный комитет Исполнительного комитета Любимского районного Совета народных депутатов д. Карганово Любимской волости Даниловского уезда (1924—1929 годы) Любимского района Ивановской промышленной области (1929—1936 годы)
- 31.12.1936 — 01.10.1977 — Пигалевский сельский Совет депутатов трудящихся и его исполнительный комитет д. Карганово Любимского района Ярославской области (1936—1977 годы)
- 01.10.1977 — 24.12.1991 — Пигалевский сельский Совет народных депутатов и его исполнительный комитет д. Карганово Любимского района Ярославской области (1977—1986 годы) д. Обнорское Любимского района Ярославской области (1987—1991 годы)
- 24.12.1991 — 20.10.1993 — Пигалевский сельский Совет народных депутатов д. Обнорское Любимского района Ярославской области (1991—1993 годы)[1].

В 1996—2004 годах действовал Пигалевский сельсовет Администрации Любимского муниципального округа д. Обнорское, Любимский район, Ярославская область, точнее 15.05.1996 — 21.12.2004
Между 1993 и 1996 годами
- Администрация Пигалевского сельсовета Администрации Любимского района д. Обнорское, Любимский район, Ярославская область	24.12.1991 — 04.03.1996
- Администрация Пигалевского сельсовета Администрации Любимского муниципального округа д. Обнорское, Любимский район, Ярославская область	04.03.1996 — 15.05.1996[3]